# Суэцкий контейнерный терминал
Суэцкий контейнерный терминал (Suez Canal Container Terminal, SCCT) – контейнерный терминал в Порт-Саиде (Египет)
Первый частный контейнерный терминал в Египте

## История строительства и развития
3 октября 2004 года терминал принял первую партию контейнеров: 400 контейнеров было доставлено в Порт-Саид на судне «Chesham» грузовместимостью 650 TEU, принадлежащем компании Maersk Sealand.
Ожидалось, что контейнерооборот терминала достигнет 500 тыс. контейнеров в первый год работы.
На 2004 год терминал располагал 3 причальными кранами для обработки судов типа post-Panamax.
Предполагалось, что по завершении первой стадии проекта, на причале протяженностью 1200 м будет задействовано 12 кранов, терминал будет располагать 4 причалами расчетной пропускной способностью 2,6 млн TEU.
В 2007 году правительством Египта было подписано соглашение на начало строительства второй стадии проекта.
Предполагалось, что строительство второй стадии будет окончено к середине 2011 года: контейнерооборот терминала вырастет с 2,5 млн TEU до 5,1 млн TEU., длина причальной линии составит 2,4 км, терминал будет оборудован 24 кранами для обслуживания судов класса пост-панамакс.
Окончательная стоимость строительства терминала определялась в 730 млн долл.

## Структура владельцев
Доли в терминале: 55 % — APM Terminals, 20 % — COSCO, 10 % — Суэцкий канал и аффилированные лица, 5 % — Национальный банк Египта (NBE) и 10 % — частные лица.

## Характеристика
По состоянию на октябрь 2012 года причальная линия терминала составляла 2,4 км, 18 кранов, контейнерооборот составлял 3,5 млн TEU